# دلتا نهر يانغتسي
دلتا نهر يانغتسي (بالإنجليزية: Yangtze River Delta) هي منطقة سكنية تقع في الصين في شانغهاي. يقدر عدد سكانها بـ ~105,000,000 نسمة.
تنتج دلتا اليانغتسى بوفرة الحبوب والقطن والقنب والشاي. في عام 2018، كان الناتج المحلي الإجمالي لدلتا اليانغتسى تقريبا 2.2 تريليون دولار أمريكي
وقد أدى تراكم المناطق الحضرية في المنطقة إلى ما قد يكون أكبر تركيز المناطق الحضرية في العالم. ويغطي مساحة حوالي 100,000 كيلومتر مربع (39,000 ميل2) وهي موطن لأكثر من 115 مليون شخص اعتبارا من عام 2013، منها ما يقدر بنحو 83 مليون نسمة في المناطق الحضرية. إذا استندت إلى منطقة دلتا اليانغتسى الكبرى، فإن لديها أكثر من 140 مليون شخص في هذه المنطقة. مع حوالي 1/10 من سكان الصين و1/5 من الناتج المحلي الإجمالي للبلاد، تعد المنطقة واحدة من أسرع المناطق نموا وأغنى المناطق في شرق آسيا التي تقاس بتكافؤ القوة الشرائية.

## التاريخ
منذ القرن الرابع، عندما تم نقل العاصمة الوطنية إلى جيانكانغ (في الوقت الحاضر نانجينغ) في بداية أسرة جين الشرقية (AD 317-420)، كانت دلتا اليانغتسى مركزا ثقافيا واقتصاديا وسياسيا رئيسيا للصين. هانغتشو خدم كعاصمة صينية خلال اسرة سونغ الجنوبية (1127-1279)، وكانت نانجينغ العاصمة المبكرة لل اسرة مينغ (1368-1644) قبل الإمبراطور يونغله نقل العاصمة إلى بكين في 1421.
تشمل المدن الرئيسية الأخرى في المنطقة في عصور ما قبل الحداثة ما يلي سوتشو وشاوشينغ. كانت سوتشو القديمة عاصمة وو الدولة (القرن الثاني عشر قبل الميلاد - 473 قبل الميلاد)، وكانت شاوشينغ القديمة عاصمة ولاية يوي (222 قبل الميلاد). نانجينغ خدم لأول مرة كعاصمة في الممالك الثلاث الفترة عاصمة الشرقية وو (قبل الميلاد 229-280). في هذه الفترات، كانت هناك العديد من الدول أو الإمبراطوريات المصاحبة في الصين وكان لكل منها عاصمتها الخاصة.
منذ القرن التاسع، كانت دلتا اليانغتسى المنطقة الأكثر اكتظاظا بالسكان في الصين، شرق آسيا، واحدة من أكثر المناطق كثافة سكانية في العالم. خلال منتصف إلى أواخر الفترة من أسرة تانغ (618-907)، برزت المنطقة كمركز اقتصادي، وأصبحت دلتا اليانغتسي أهم مركز زراعي وصناعي واقتصادي للحرف اليدوية في أواخر عهد أسرة تانغ.
في سلالة سونغ وخاصة خلال الأغنية الجنوبية سلالة (1127-1279)، وعاصمتها تقع في لينان (الوقت الحاضر هانغتشو)، أصبحت لينان أكبر مدينة في شرق آسيا ويبلغ عدد سكانها أكثر من 1.5 مليون نسمة، وأصبح الوضع الاقتصادي لدلتا اليانغتسى أكثر تعزيزا. نينغبو أصبحت واحدة من اثنين من أكبر الموانئ البحرية في شرق آسيا جنبا إلى جنب مع تشيوانتشو (في فوجيان المقاطعة).
خلال منتصف أواخر اسرة مينغ (1368-1644)، برعم الرأسمالية الأول  من شرق آسيا ولدت المتقدمة في هذا المجال، على الرغم من أنها تعطلت من قبل غزو المانشو وتسيطر عليها بدقة وبعناية من قبل الحكومة المركزية الكونفوشيوسية في بكين، واصلت تطورها ببطء في بقية أنحاء أسرة تشينغ (1644-1911). خلال سلالتي مينغ وتشينغ، أصبحت الدلتا مركزا اقتصاديا كبيرا للبلاد، كما لعبت الدور الأكثر أهمية في الزراعة وصناعة الحرف اليدوية.
خلال عصر تشيان لونغ (1735-1796) من سلالة تشينغ، شنغهاي بدأت تتطور بسرعة وأصبحت أكبر ميناء في الشرق الأقصى. من أواخر القرن التاسع عشر إلى أوائل القرن العشرين، كانت شنغهاي أكبر مركز تجاري في الشرق الأقصى. أصبحت دلتا اليانغتسى أول منطقة صناعية في الصين.
بعد الصينية الإصلاح الاقتصادي البرنامج، الذي بدأ في عام 1978، أصبحت شنغهاي مرة أخرى المركز الاقتصادي الأكثر أهمية في البر الرئيسى للصين، وهي آخذة في الظهور لتصبح واحدة من مراكز آسيا للتجارة. في العصر الحديث، تتركز منطقة دلتا اليانغتسى الحضرية في شنغهاي، وتحيط بها أيضا المناطق الحضرية الرئيسية في هانغتشو، سوتشو، نينغبو، ونانجينغ، موطن لحوالي 105 مليون شخص (منهم ما يقدر بنحو 80 مليون من سكان الحضر). إنها مركز التنمية الاقتصادية الصينية، وتتفوق على التركيزات الأخرى للمناطق الحضرية (بما في ذلك دلتا اللؤلؤ) في الصين من حيث النمو الاقتصادي والإنتاجية نصيب الفرد من الدخل.
في عام 1982، أنشأت الحكومة الصينية منطقة شنغهاي الاقتصادية. إلى جانب ذلك شنغهاي أربع مدن في جيانغسو (سوتشو، وشى، تشانغتشو، نانتونغ) وخمس مدن في تشجيانغ (هانغتشو، جياشينغ، شاوشينغ، هوتشو، نينغبو) أدرجت. في عام 1992، تم إطلاق اجتماع مشترك تعاوني مكون من 14 مدينة. إلى جانب السابق 10 مدن، وشملت أعضاء نانجينغ، تشنجيانغ ويانغتشو في جيانغسو، وتشوشان في تشجيانغ. وفي عام 1997، أسفر الاجتماع المشترك العادي عن إنشاء رابطة دلتا اليانغتسى للتنسيق الاقتصادي، التي ضمت عضوا جديدا تايتشو في جيانغسو في تلك السنة. في عام 1997, تايتشو في تشجيانغ كما انضم إلى الجمعية. في عام 2003، قبلت الجمعية ستة أعضاء جدد بعد مراقبة واستعراض لمدة ست سنوات، بما في ذلك يانتشنغ وهوايان في جيانغسو، جينهوا وكو زهو في تشجيانغ، وماانشان وخفى في انهوى. في عام 2019، يتم توسيع المنطقة إلى كامل انهوى، جيانغسو، تشجيانغ، وشنغهاي.

## التركيبة السكانية
الدلتا هي واحدة من أكثر المناطق كثافة سكانية على وجه الأرض، وتضم واحدة من أكبر المدن في العالم على ضفافها شنغهاي مع كثافة 2,700 نسمة لكل كيلومتر مربع (7,000/ميل2). بسبب عدد كبير من السكان من الدلتا، والمصانع والمزارع وغيرها من المدن النهر، الصندوق العالمي للطبيعة يقول دلتا اليانغتسى هو السبب الأكبر ل التلوث البحري في المحيط الهادئ.
معظم الناس في هذه المنطقة يتحدثون لغة وو الصينية (تسمى أحيانا شنغهاي، على الرغم من أن شنغهاي هي في الواقع واحدة من اللهجات داخل مجموعة وو الصينية) كما هم الأم بالإضافة إلى الماندرين. وو هو غير مفهومة بشكل متبادل مع أصناف أخرى من الصينية، بما في ذلك اليوسفي.

## الجغرافيا

### المناطق الحضرية
| منطقة العاصمة               | باللغة الصينية | المدن  | السكان |
| --------------------------- | -------------- | ------ | ------ |
| منطقة شنغهاي الكبرى الحضرية | 大上海都市圈   | شنغهاي | [ 5 ]  |
| منطقة سوكسي الحضرية         | 苏锡常都市圈   | [ 5 ]  |        |
| منطقة خفى الحضرية           | 合肥都市圈     |        | [ 5 ]  |
| نانجينغ منطقة العاصمة       | 南京都市圈     | [ 5 ]  |        |
| نينغبو منطقة العاصمة        | 宁波都市圈     | [ 5 ]  |        |

#### المدن
وتشمل المناطق المركزية شنغهاي ونانجينغ ووشى وتشانغتشو وسوتشو ونانتونغ ويانغتشو وتشنجيانغ ويانتشنغ وتايتشو (جيانغسو) وهانغتشو ونينغبو ونتشو وهوتشو وجياشينغ وشاوشينغ وجينهوا وتشوشان وتايتشو (تشجيانغ) وخفى ووهو ومانشان وتونغلينغ وأنشينغ وتشوتشو وتشيتشو وشوانتشنغ.

## الجيولوجيا

### تآكل السواحل
خلفت السدود آثار ضخمة على كل من المنبع والمصب. منذ عام 2003، شهدت منطقة دلتا نهر اليانغتسى تآكلا شديدا وخشونة كبيرة في الرواسب.

### دلتا تحت البحر
لم تنتشر الرواسب المشتقة من نهر اليانغتسى حقا عبر الجرف القاري لبحر الصين الشرقي، بدلا من ذلك، تمتد طبقة من طين شبه مائي مسافة حوالي 800 كيلو متر (يصل سمكه إلى 60 مترا) يمتد من مصب نهر اليانغتسى جنوبا قبالة سواحل تشجيانغ وفوجيان إلى مضيق تايوان.

## الثقافة
دلتا نهر اليانغتسى ليست فقط منطقة جغرافية طبيعية، ولكن أيضا منطقة اجتماعية واقتصادية وثقافية، مع نفس التقاليد الثقافية أو ما شابه ذلك والذكريات التاريخية. ثقافة على غرار هوي، ثقافة هوايانغ، ثقافة ويو، ثقافة نمط شنغهاي، ثقافة تشو هان، الخ. لديهم سحر الخاصة بهم، ولكن أيضا التسلل والاندماج مع بعضها البعض لتشكيل ثقافة دلتا نهر اليانغتسى الملونة. يوفر التراث الإنساني العميق تيارا لا نهاية له من القوة الروحية للتنمية الاقتصادية في منطقة دلتا نهر اليانغتسى، مما يجعلها واحدة من أكثر المناطق نشاطا في التنمية الاقتصادية، وأعلى درجة من الانفتاح، وأقوى قدرة على الابتكار في الصين.

## الاقتصاد
تضم منطقة دلتا اليانغتسى أكثر من عشرين مدينة متطورة نسبيا في ثلاث مقاطعات. يمكن استخدام المصطلح بشكل عام للإشارة إلى المنطقة بأكملها الممتدة حتى الشمال Lianyungang، جيانغسو وأقصى الجنوب ونتشو، تشجيانغ. تضم المنطقة بعض الاقتصادات الأسرع نموا في الصين في السنوات الأخيرة، واعتبارا من عام 2004 احتلت أكثر من 21 ٪ من إجمالي إجمالي الصين الناتج المحلي الإجمالي.

### الصيد والزراعة
تحتوي دلتا اليانغتسى على التربة الأكثر خصوبة في كل الصين. الأرز هو المحصول المهيمن في الدلتا، ولكن المزيد من الصيد الداخلي ينافسه. في تشينغ بو، تنتج 50 برك، تحتوي على خمسة أنواع مختلفة من الأسماك، 29000 طن من الأسماك كل عام. واحدة من أكبر المخاوف من المزارعين في هذه المنطقة هو أن المياه السامة سوف تتسرب إلى صنع الإنسان البحيرات تهدد معيشتهم.

## الحوكمة
يتطلب التعاون الإقليمي لدلتا اليانغتسى جهدا من حكومات شنغهاي، تشجيانغ، جيانغسو وانهوى.
لقد وضعوا تدريجيا نموذجا من ثلاثة مستويات للحكم بشأن زيادة التعاون الإقليمي:
- القيادة: ندوة حكام منطقة السنة (长三角地区主要领导座谈会)
- التنسيق: المؤتمر المشترك حول التعاون والتنمية لمنطقة YRD (长三角地区合作与发展联席会议)
- العملية:
  - مكاتب المؤتمر المشترك (联席会议办公室)
  - مكتب التعاون الإقليمي للسنة[12] (长三角区域合作办公室)
    - فرق العمل المتخصصة (专题合作组)

وهناك أيضا مؤتمر مع تاريخ أطول للتعاون الاقتصادي:
مؤتمر تنسيقي حول الاقتصاد للمدن في السنة (长三角城市经济协调会 ، منذ عام 1992)
- المؤتمر المشترك للتخصصات (市长联席会议)
- مكتب جمعية التنسيق (协调会办公室)

### الخطط
مخطط خطة التنمية للتكامل الإقليمي لدلتا نهر اليانغتسى

## النقل
المنطقة هي موطن لشبكة نقل واسعة جدا تشمل السكك الحديدية والطرق السريعة. المنطقة لديها واحدة من أعلى معدلات ملكية المركبات الخاصة في البلاد، وقواعد المرور التي تحكم جيانغسو وشانغهاي وتشجيانغ صارمة نسبيا مقارنة ببقية البلاد.

### تخطيط ممر النقل الشامل
- سوتشو-شنغهاي (هانغتشو) ممر النقل. وهو جزء لا يتجزأ من ممر النقل الوطني بين بكين وشانغهاي، والذي يتصل بطريق الحرير البحري الخارجي، ومنطقة بكين وتيانجين وخبى وشبه جزيرة شاندونغ وغيرها من التجمعات الحضرية، ويربط داخليا سوتشو، بينغبو، تشوتشو، نانجينغ، تشنجيانغ، تشانغتشو، وشى، سوتشو، شنغهاي وغيرها من المدن. يربط خط الفرع نانجينغ وهوتشو وهانغتشو ومدن أخرى.
- بوتشو-تشينغ (هوانغشان) ممر النقل. جزء من ممر النقل الوطني بين بكين وهونغ كونغ وماكاو وتايوان وتايوان، الذي يربط بين منطقة بكين وتيانجين وخبى ومنطقة خليج قوانغدونغ وهونغ كونغ وماكاو الكبرى والساحل الغربي للمضيق، ومدن أخرى داخل بوتشو، فويانغ، هواينان، خفى، أنتشينغ، إلخ. المدينة.
- شنغهاي-تشينغ ممر النقل. وهو جزء لا يتجزأ من ممر النقل الوطني على طول النهر. وهو يربط طريق الحرير البحري إلى الروافد الوسطى لنهر اليانغتسى وتشنغدو وتشونغتشينغ، ويربط شنغهاي، نانتونغ، تايتشو، يانغتشو، نانجينغ، ماانشان، ووهو، تونغلينغ، تشيتشو، أنتشينغ وغيرها من المدن في الشمال. ترتبط خطوط الفروع بمدن مثل تشوتشو وخفى ولوان.
- شنغهاي (نينغبو) - ممر النقل تشوتشو. وهو جزء لا يتجزأ من ممر النقل الوطني في شنغهاي إلى رويلي، الذي يربط طريق الحرير البحري والروافد الوسطى لنهر اليانغتسى وقويتشو الوسطى ويوننان وغيرها من التجمعات الحضرية. وهو يربط مدن مثل شنغهاي، جياشينغ، هانغتشو، جينهوا، كوزهو، إلخ. والفرع الجنوبي يربط نينغبو ومدن أخرى.[13]

### المشاريع الرئيسية لممرات النقل الشاملة الأجنبية
السكك الحديدية الرئيسية تسريع بناء شنغهاي-شنغهاي السكك الحديدية المرحلة الأولى، شوانتشنغ-جيكسي السكك الحديدية، هوانغشان-تشيتشو السكك الحديدية، شنغهاي-شنغهاي السكك الحديدية المرحلة الثانية، شنغهاي-سوتشو-هوتشو السكك الحديدية، شانغهي-هانغتشو السكك الحديدية وغيرها من المشاريع، وخطة لبناء شنغهاي-تشابو-هانغتشو السكك الحديدية (بما في ذلك هانغتشو)، شاوشينغ محور ربط الخط)، عالية السرعة السكك الحديدية على طول النهر (ووهينينغ، شمال على طول قسم النهر)، نانتونغ عبر سوتشو جياشينغ إلى نينغبو السكك الحديدية (بما في ذلك تمديد رودونغ)، إلى هانغتشو الغرب إلى هانغوانغ خط اتصال السكك الحديدية، نينغبو عبر تايتشو ونتشو إلى فوتشو السكك الحديدية، خفى إلى شينيي السكك الحديدية، تشنجيانغ إلى شوانتشنغ السكك الحديدية، شوانتشنغ إلى هوانغشان السكك الحديدية، جينهوا إلى جياندي السكك الحديدية، نانجينغ إلى تشوتشو إلى بينغبو السكك الحديدية، بينغبو إلى سوتشو إلى هوايبي السكك الحديدية، تشوتشو إلى جياندي السكك الحديدية، هانغتشو إلى لينان إلى جيشي السكك الحديدية، فويانغ السكك الحديدية من خلال منغتشنغ إلى سوتشو السكك الحديدية، هانغتشو خليج إلى شينيي وغيرها من مشاريع السكك الحديدية الجذع. تقدم منظم على طول خط سكة حديد Huaihuai ، وهوانغشان إلى سكة حديد جينهوا، ونتشو عبر Wuyishan إلى طريق سكة حديد جيان إلى سكة حديد خفى، شنغهاي إلى سكة حديد نينغبو، نانجينغ إلى هانغتشو، تخطيط القناة الثانية والالتحام والعمل الأولي (2) الطرق السريعة الوطنية والطرق الشريانية الوطنية والإقليمية مواصلة تعزيز قسم انهوى من G0321 ديشانغ السريع، G4012 بطانة الطريق السريع من ليانغ إلى قوانغده في انهوى، قسم تشونان في تشجيانغ، جينغنينغ إلى تايشون القسم، شيكسيان إلى جياندي القسم في تشجيانغ، و G25 تشانغشن السريع من جياندي إلى جينهوا بناء الطرق السريعة الوطنية والطرق السريعة الوطنية الأخرى ليتم تشغيلها من خلال. تعزيز التوسع وإعادة بناء الأقسام المنخفضة الجودة والأقسام المزدحمة من الطرق السريعة الوطنية مثل G2 و G15 و G25 و G42 و G50 و G56 و G4211 وكذلك الطرق السريعة الشريانية الوطنية والإقليمية (3) الطريق الرئيسي تعزيز تحسين متابعة قناة المياه العميقة التي يبلغ طولها 12.5 مترا أسفل نهر اليانغتسى في نانجينغ وبناء مشروع المرحلة الأولى للقناة الجنوبية لمصب نهر اليانغتسى. استمر في دفع المشروع من سانهيجيان إلى قناة بكين-هانغتشو الكبرى للطريق البحري لنهر هوايهي. تسريع تنفيذ مشروع ترقية وإعادة بناء قناة بكين وهانغتشو الكبرى ، وبناء المرحلة الثالثة من قسم نينغبو من قناة هانغتشو ونينغبو ، ومشروع ترقية وإعادة بناء قناة هانغتشو ونينغبو ، ومشروع التمديد الشمالي لقناة هانغتشو-كانال الكبرى.

### المشاريع الرئيسية لشبكة النقل بين المدن
- السكك الحديدية بين المدن تخطيط وبناء سكة حديد شنغهاي-هانغتشو ، سكة حديد نانجينغ-هوايان ، سكة حديد نانجينغ-شوانتشنغ ، قسم سكة حديد هانغتشو-ليشوي ييوو-جينيون ، سكة حديد خفى-تشيتشو ، سكة حديد نينغبو-تشوشان ، سكة حديد تشوتشو-ليشوي ، يانغتشو عبر سكة حديد تشنجيانغ نانجينغ-مانشان ((تشنجيانغ إلى قسم ماانشان)، تشاوهو إلى سكة حديد ماانشان ، ييوو إلى سكة حديد جينهوا ، يانتشنغ عبر تايتشو وشى تشانغتشو ييشينغ إلى هوتشو السكك الحديدية وغيرها من السكك الحديدية بين المدن ، بنشاط وحذر تنفيذ ماجليف عالية السرعة السكك الحديدية مشروع تخطيط البحوث.
- الطريق السريع بين المقاطعات تسريع إعادة الإعمار والتوسع في الطرق السريعة Ningma و Hening و Beijing و Shanghai. تنفيذ منظم من تايكانغ ، جيانغسو-شنغهاي باوشان ، جيانغسو سيهونغ-بينغبو ، وانهوى ، وسوتشو ، جيانغسو-تايتشو ، وتشجيانغ ، انجي-انهوى نينغجو ، وتشانغشينغ-جيانغسو ييشينغ ، نانجينغ-انهوى تشوتشو ، نانجينغ-انهوى قوانغده ، جيانغسو شيوى-انهوى مينغ قوانغ ، جيانغسو سوتشو-انهوى بينغبو ، جيانغسو نانجينغ-انهوى هيكسيان ، جيانغسو سوتشو-انهوى هوايبين ، جيانغسو نانجينغ-انهوى هوانغشان وغيرها من دفعات من بناء الطرق السريعة المحلية.
- عبور النهر تعزيز قسم شنغهاي-تشونغمينغ من نهر اليانغتسى الشمالي ، خط تشونغمينغ من المسار ، مدينة نانجينغ خط اكسبرس 18، خطوط مترو نانجينغ 4، 13، 14، 17 عبر النهر ، تشانغتاى ، لونغتان ، سوتونغ الثانية ، تشونغهاي ، نانجينغ سبعة شيانغهي ، تشانغجينغ ، نانجينغ شانغيوانمن ، جيانغ الثانية ، جيانغ الثالث ، نينغيانغ بين المدن ، نانجينغ جينوين الطريق ، هانزونغ الطريق الغربي ، رونيانغ ، تشيتشو اليانغتسى نهر جسر الطريق السريع ، مدينة ووهو جنوب ، ووهو لونغو بحيرة ، سوسونغ ، هايكو ، تشيان ، جيانغكو ، ميلونغ ، تونغلينغ هنغانغ ، تونغلينغ منطقة التنمية ، ووهو تايشان الطريق ، ماانشان لونغشان الطريق ، ماانشان غوير ، ماانشان جيوهوا الطريق ، ماانشان الطريق الشمالي ، ماانشان تشيهو ، أنتشينغ (الثانية) في انتظار بناء معبر النهر. التخطيط لدراسة الممرات عبر البحر مثل شنغهاي ونينغبو وشانغهاي ويوتشو ونينغبو والجسر الثاني في بحر الصين الشرقي.[13]

### المشروع الرئيسي لشبكة نقل الركاب في منطقة العاصمة
- السكك الحديدية بين المدن تخطيط وبناء سكة حديد شنغهاي-سوتشو ووشى-تشانغتشو ، سكة حديد نانجينغ-مانشان ، سكة حديد نانجينغ-تشوتشو ، سكة حديد نانجينغ-ييتشنغ-يانغتشو ، سكة حديد هانغتشو-ديتشينغ ، سكة حديد نينغبو-شيانغشان ، سكة حديد هانغتشو شياشا-تشانجان وغيرها من السكك الحديدية بين المدن.
- المدينة (الضواحي) السكك الحديدية تخطيط وبناء خط اتصال مطار شنغهاي (بما في ذلك خط فرع المحطة الجنوبية)، خط شنغهاي جيامين (بما في ذلك تمديد الشمال)، خط شنغهاي تشونغمينغ ، خط فرع شنغهاي نانهوي ، خط مدينة شنغهاي 17 تمديد غرب ، جينشان إلى بينغهو ، خط مدينة نانجينغ 18، مناطق بلدية تشنجيانغ (الضواحي) السكك الحديدية مثل جورونغ إلى خط ماوشان ، مدينة ونتشو S2 خط المرحلة الأولى المشروع ، مدينة ونتشو S3 خط المرحلة الأولى المشروع ، مدينة تايتشو S2 تعديل الخط ، (الضواحي) التحول الوظيفي.[13]

### مركز متكامل للركاب
- مركز نقل الركاب الشامل تعزيز شنغهاي هونغتشياو محور النقل الشامل ، شنغهاي بودونغ محور النقل الشامل ، شنغهاي سونغجيانغ محطة الجنوبية ، شنغهاي شينيانغكسينغ محطة ، نانجينغ محطة شمال ، نانجينغ محطة مطار لوكو ، هانغتشو محطة الغربية ، هانغتشو شياوشان محطة المطار ، تشيانتانغ محطة حي جديد ، محطة نينغبو الغربية ، محطة نينغبو تسيشي ، محطة مطار نينغبو ليش ، محطة خفى الغربية الجديدة ، محطة مطار خفى شينكياو ، نانتونغ محطة الغربية ، محطة سوتشو الجنوبية ، محطة سوتشو الشرقية ، محطة جيانغدونغ ، محطة جينيي ، محطة هوتشو الشرقية محطة ، محطة شاوشينغ الشمالية ، محطة شاوشينغ دونغقوان ، محطة تايتشو المركزية ، محطة مطار تايتشو المحور ، محطة ونتشو الشرقية ، جينهوا توسيع القدرات محور والتحول ، ليشوي محطة السكك الحديدية عالية السرعة ، محطة السكك الحديدية جنوب جياشينغ ، محطة السكك الحديدية الغربية تشوتشو ، مطار ووهو شوانتشينغ ، ووهو محطة السكك الحديدية عالية السرعة الشمالية ، فويانغ محطة السكك الحديدية عالية السرعة الغربية ، فويانغ بناء مراكز نقل الركاب الشاملة مثل محطات المطار ، محطة شينانتشينغ الغربية ، محطة مطار وسيتم بناء محطة Xuancheng أو توسيعها.
- خطوط خاصة وخطوط التغذية للسكك الحديدية الشحن تعزيز خط التحميل والتفريغ من ميناء شنغهاي منطقة ميناء Waigaoqiao ، ميناء شنغهاي جنوب ميناء فرع خط ، منظمة السكك الحديدية شنغهاي (Lianyungang) اللوجستية الدولية بارك السكك الحديدية الخاصة ، الوطنية شرق الصين غرب منطقة مظاهرة التعاون الإقليمي (منطقة Xuwei الجديدة) المنطقة الصناعية السكك الحديدية الخاصة ، نانتونغ يانغلو السكك الحديدية ، نانتونغ جانغتونغ هايغانغ منطقة تونغتشو خليج منطقة ميناء السكك الحديدية خط خاص المرحلة الثانية المشروع ، ميناء يانتشنغ ميناء دافنغ ميناء فرع خط السكك الحديدية ، خط خاص ، سوتشو تشانغجياغانغ خط السكك الحديدية الخاصة ، تشيانتانغ منطقة جديدة السكك الحديدية الشحن ، نينغبو تشوانشان ميناء السكك الحديدية ، يويهتشينغ خليج ميناء خط السكك الحديدية فرع ، ميناء تشابو خط السكك الحديدية فرع ، شينغونغ التكرير والكيميائية المتكاملة دعم السكك الحديدية تحميل وتفريغ محطة المشروع ، الخ. نفذت ميناء نانجينغ لونغتان ، حديقة سوتشو الصناعية الكيميائية بارك ، هوا شيان جيكياو اللوجستية بارك ، تونغلينغ غانغجيانغ منطقة الميناء الشمالي ، ميناء أنتشينغ تشانغفنغ منطقة الميناء ، ميناء تشيتشو شيانغيو الحديقة الكيميائية ، ميناء وانخه الجديد ، خفى بايخه منطقة الميناء ، بينغبو ميناء تشانغهوايوي منطقة العمليات وغيرها من مشاريع خط السكك الحديدية الخاصة.[13]

### المشروع الرئيسي لتكامل الموانئ والشحن في دلتا نهر اليانغتسى
تسريع تطوير وبناء الجانب الشمالي من جبل شياويانغ (بما في ذلك مشروع محطة النقل المشترك بين نهر والبحر ، إلخ.)، تنفيذ مشروع المرحلة الأولى من منطقة ميناء خليج يويهتشينغ C من ميناء ونتشو ، ومشروع المرحلة الرابعة من منطقة ميناء تايكانغ ، ومشروع دعم مصفاة ميناء ليانيونغانغ شينغونغ ومشروع رصيف التكامل الكيميائي ، مشروع ميناء شووي المرحلة الأولى من الميناء ، ومشروع المرحلة الثانية من أرصفة الموانئ المتعددة في ميناء نانجانغ ، ومشروع المرحلة الأولى من ميناء نانتونغ ميناء تونغهاي منطقة الرصيف ، ميناء نانتونغ ميناء تونغتشو ميناء محطة ودعم المشاريع ، منطقة ميناء يانغكو الغاز الطبيعي المسال مشروع محطة مخصصة ، محطة شنغهاي الثانية للغاز الطبيعي المسال وغيرها من المشاريع. تنفيذ مشروع المرحلة الثانية من الممر 300، 000 طن من ميناء يانيونقانغ ، صافي الفيضانات مستودع ومشروع مدخل Xiaomiaohong من منطقة ميناء خليج تونغتشو من ميناء نانتونغ ، ومشروع الممر 50، 000 طن من غوانهيكو من منطقة ميناء شيانغشوي من ميناء يانتشنغ ، وغيرها من هندسة قنوات دخول الميناء الساحلي.

### تعزيز تطوير خدمات الركاب عالية الجودة
عمل خدمة الركاب بين الخطوط. تعزيز تطوير النقل المتعدد الوسائط للركاب عبر النقل ، وتحقيق تدريجيا خدمة وقفة واحدة من الطيران والسكك الحديدية والطرق السريعة وغيرها من وسائل النقل ، وتعزيز وسائل النقل المختلفة لإعداد التذاكر الخدمة الذاتية ومعدات جمع التذاكر في محطات المحور. عمل شامل ومريح لنقل الركاب. تعزيز التحول الخالي من العوائق لمحطات النقل مثل المطارات والمحطات والأرصفة ومحطات المترو ومحطات الحافلات ، وزيادة تغطية مجموعات الاحتياجات الخاصة ، وتوفير خدمات التوجيه للمجموعات الخاصة ، وتشجيع استخدام الحافلات ذات الطوابق المنخفضة وسيارات الأجرة الخالية من العوائق وغيرها من المرافق. نقل الركاب العمل ترقية الاستهلاك. تسريع تطوير خدمات السفر القائمة على الخبرة المتعمقة مثل السياحة للأغراض العامة واليخوت السياحية وجولات RV وقطارات مشاهدة المعالم السياحية وحافلات مشاهدة المعالم السياحية وإنشاء وضع استهلاك جديد لـ «السفر والسفر».

### تعزيز تطوير الخدمات اللوجستية عالية الجودة
اللوجستية منصة التكامل ترقية العمل. بناء منصة موحدة لخدمات النقل العام للنقل والخدمات اللوجستية في منطقة دلتا نهر اليانغتسى ، وتشجيع الشركات على الاستثمار في منصات التشغيل عبر وسائط النقل ، والاستفادة الكاملة من تكنولوجيا المعلومات الحديثة لدمج الموارد وتوسيع الخدمات ذات القيمة المضافة تعزيز تعزيز الخدمات اللوجستية الخضراء. مع التركيز على مجالات الحاويات والبضائع الخطرة والسلاسل الباردة ونقل المركبات وغيرها من المجالات ، ونحن ندرك شحنة وقفة واحدة ، والشحن لمرة واحدة ، وتسليم واحد إلى واحد من البضائع المشفرة. سلسلة كاملة من الخدمات اللوجستية وجميع الروابط على نحو سلس وسلس. في مجالات الأعمال الناشئة مثل القطارات السريعة ، تعبر السكك الحديدية عالية السرعة ، رحلات الشاحنات ، إلخ. أخذت زمام المبادرة في تعزيز استخدام أوامر الخدمات اللوجستية الخضراء والمجانية ، وشجعت تدريجيا على الاعتراف المتبادل بالوثائق مع وسائط النقل الأخرى. Demonstration action for urban green freight distribution. دعم بناء حديقة لوجستية حديثة مع وظيفة الدعم والدعم ، ودعم تحويل وتطوير ساحة الشحن بالسكك الحديدية في المدينة المركزية إلى مركز توزيع ، وتطوير التوزيع المركزي ، والتوزيع الموحد والتوزيع المشترك ، وتعزيز تبادل والتواصل بين منصات المعلومات العامة ، وتسريع تعزيز تطبيق مركبات توزيع مدينة الطاقة الجديدة والنظيفة. وسوف نقوم بتحسين سياسة تسهيل توزيع المركبات ، وتعزيز الاتصال العضوي بين النقل قطرة الجذع بين المدن والتوزيع المشترك في نهاية المدينة.

### تعزيز التنمية عالية الجودة من النقل الذكي
مظاهرة من الطرق الذكية. تنفيذ بناء المنطقة التجريبية IOV على المستوى الوطني في دلتا نهر اليانغتسى ، وبناء مشاريع مظاهرة من الطرق الذكية في هانغتشو وشاوشينغ وشنغهاي. العمل من أجل بناء منصة معلومات ذكية. تنفيذ منطقة دلتا نهر اليانغتسى تطبيق شامل لتبادل معلومات النقل ومشروع مظاهرة الخدمة. تعزيز بناء منصة المعلومات العامة لوجستيات الموانئ والنقل البحري ، والاعتماد على منصة المعلومات العامة لوجستيات النقل الوطنية ومركز تبادل البيانات الإلكترونية للميناء والشحن ، وتعزيز تطبيق معايير الرسائل الإلكترونية ، وتشجيع تبادل وتبادل معلومات النقل المتعدد الوسائط ، والعمل بنشاط على بناء البضائع السائبة والنقل البحري النهري والحاويات وغيرها من منصات الإعلام العامة ، وتم بناء منصة المعلومات العامة المتعددة الوسائط بين نهر تشوشان والبحر ، وتم ربط شركات الموانئ والشحن الرئيسية والمنصة الوطنية للإعلام والنقل والإمداد.

### تعزيز التنمية عالية الجودة للنقل الأخضر
إجراءات تعديل هيكل النقل. التركيز على تنفيذ ترقية قدرة النقل بالسكك الحديدية ، ترقية نظام النقل المائي ، إدارة الشحن البري ، سرعة النقل المتعدد الوسائط ، التوزيع الأخضر في المناطق الحضرية ، تكامل موارد المعلومات وغيرها من الإجراءات ، زيادة كبيرة في حجم جمع ونقل السكك الحديدية والمجاري المائية ، وحجم النقل متعدد الوسائط للحاويات ، وكمية نقل الحاويات الداخلية ، لإنشاء نموذج لتعديل هيكل النقل. النقل للحد من الانبعاثات ومنع التلوث ومراقبة الإجراءات. تنفيذ إجراءات استبدال الطاقة للحافلات ومركبات توزيع الخدمات اللوجستية ، وبناء منصة معلومات مشتركة للبنية التحتية للشحن الكهربائي الإقليمي. تنفيذ العمل المنسق لمنطقة تصريف ملوثات السفن ، ومواصلة تعزيز منع تلوث مياه الصرف الصحي المحلية لسفن الشحن الداخلية التي تقل حمولتها الإجمالية عن 400 طن ، وتشجيع بناء مرافق استقبال ملوثات السفن والتخلص منها في محطات الموانئ الداخلية ، وتحسين وتحسين آلية الرصد المشتركة لاستقبال ملوثات السفن وإعادة شحنها والتخلص منها لتنفيذ الإشراف المشترك على ملوثات مياه السفن. دعم سفن النقل الغاز الطبيعي المسال لتنفيذ الطيارين الشحن في شنغهاي وجيانغسو وانهوى أقسام نهر اليانغتسى.

## المناخ
| مخطط المناخ Shanghai | مخطط المناخ Shanghai | مخطط المناخ Shanghai | مخطط المناخ Shanghai | مخطط المناخ Shanghai | مخطط المناخ Shanghai | مخطط المناخ Shanghai | مخطط المناخ Shanghai | مخطط المناخ Shanghai | مخطط المناخ Shanghai | مخطط المناخ Shanghai | مخطط المناخ Shanghai |
| --- | -------------------- | -------------------- | -------------------- | -------------------- | -------------------- | -------------------- | -------------------- | -------------------- | -------------------- | -------------------- | -------------------- |
| 01 | 02                   | 03                   | 04                   | 05                   | 06                   | 07                   | 08                   | 09                   | 10                   | 11                   | 12                   |
| 51 8 1 | 57 9 2               | 99 13 6              | 89 19 11             | 102 24 16            | 170 28 21            | 156 32 25            | 158 31 25            | 137 27 21            | 63 23 15             | 46 17 9              | 37 11 3              |
| متوسط درجة-الحرارة °س مجاميع الهطل مم |                      |                      |                      |                      |                      |                      |                      |                      |                      |                      |                      |
| بالوحدات الإنكليزية \| 01 \| 02 \| 03 \| 04 \| 05 \| 06 \| 07 \| 08 \| 09 \| 10 \| 11 \| 12 \| \| 2 47 34 \| 2.2 49 36 \| 3.9 55 42 \| 3.5 66 52 \| 4 75 61 \| 6.7 82 69 \| 6.2 89 77 \| 6.2 88 77 \| 5.4 81 69 \| 2.5 73 59 \| 1.8 63 48 \| 1.5 52 37 \| \| متوسط درجة-الحرارة °ف مجاميع الهطول ″ \| \| \| \| \| \| \| \| \| \| \| \| |                      |                      |                      |                      |                      |                      |                      |                      |                      |                      |                      |
| 01 | 02                   | 03                   | 04                   | 05                   | 06                   | 07                   | 08                   | 09                   | 10                   | 11                   | 12                   |
| 2 47 34 | 2.2 49 36            | 3.9 55 42            | 3.5 66 52            | 4 75 61              | 6.7 82 69            | 6.2 89 77            | 6.2 88 77            | 5.4 81 69            | 2.5 73 59            | 1.8 63 48            | 1.5 52 37            |
| متوسط درجة-الحرارة °ف مجاميع الهطول ″ |                      |                      |                      |                      |                      |                      |                      |                      |                      |                      |                      |

دلتا اليانغتسى لديها البحرية الرياح الموسمية شبه الاستوائية المناخ ، مع الصيف الحار والرطب ، والشتاء البارد والجاف ، والربيع والخريف الدافئ. يمكن أن تنخفض درجات الحرارة في فصل الشتاء إلى -10 درجة مئوية (سجل)، ومع ذلك ، وحتى في فصل الربيع ، يمكن أن تحدث تقلبات كبيرة في درجات الحرارة.

## وصلات خارجية
- PBS.org ، رحلة إلى كوكب الأرض ، دلتا نهر اليانغتسى نسخة محفوظة 27 يوليو 2014 على موقع واي باك مشين., الصين
- لجنة الأمم المتحدة الاقتصادية والاجتماعية لآسيا والمحيط الهادئ: دلتا نهر اليانغتسي
- الملف الاقتصادي لدلتا نهر اليانغتسى — في HKTDC-مجلس تنمية التجارة في هونغ كونغ.
- الأوقات الآسيوية: «النمو يبرد في منطقة نهر اليانغتسى»
- Golden Triangle extending to become a parallelogram? (بالصينية) (ترجمة إلى الإنجليزية: جوجل، Bing)
- Constructing the next world megacity: The Yangtze Delta (بالصينية) (ترجمة إلى الإنجليزية: جوجل، Bing)